# Coscinia chrysocephala
Coscinia chrysocephala là một loài bướm đêm thuộc phân họ Arctiinae, họ Erebidae.